# Кэрролл, Джим
Джим Де́ннис Кэ́рролл (англ. James Dennis Carroll; 1 августа 1949, Манхэттен, Нью-Йорк, Нью-Йорк, США — 11 сентября 2009 года, там же) — американский писатель, поэт, автобиограф и панк-музыкант. Наиболее известен как автор мемуаров «Дневники баскетболиста», лёгших в основу одноимённого фильма 1995 года с Леонардо Ди Каприо.

## Жизнь и карьера
В подростковом возрасте Кэрролл был звездой юношеского баскетбола, однако затем в 13 лет пристрастился к героину. Своё бурное взросление он описывал в дневнике, который позднее переработал и издал под названием «Дневники баскетболиста».
Ещё в 1960-е Кэрролл заработал славу как один из лучших поэтов своего поколения. В 1970-е его подруга Патти Смит убедила его заняться музыкой, а гитарист Rolling Stones Кит Ричардс организовал ему контракт на три альбома.
Кэрролл выпустил свой первый диск в 1980 году, второй в 1982-м и третий — в 1983-м. Его работы считаются классикой нью-йоркского панка. В 1998 году он вернулся к музыке, записав ещё один альбом.
Кэрролл также записывался с Rancid, Pearl Jam, Blue Öuster Cult и Лу Ридом, а кроме того, выпустил ряд поэтических сборников и аудиокниг. Его последний сборник, «Void of Course: Poems 1994—1997», вышел в 1998 году.

## Личная жизнь
Кэролл был женат на Розмари Клемфусс; их брак закончился разводом.

## Смерть
Кэрролл умер в своём доме на Манхэттене 11 сентября 2009 года от сердечного приступа. Ему было 60 лет.

### Поэзия
- Organic Trains (1967)
- 4 Ups and 1 Down (1970)
- Living at the Movies (1973)
- The Book of Nods (1986)
- Fear of Dreaming (1993)
- Void of Course: Poems 1994—1997 (1998)
- 8 Fragments of Kurt Cobain (1994)

### Проза
- The Basketball Diaries (мемуары; 1978)
- Forced Entries: The Downtown Diaries 1971—1973 (мемуары; 1987)

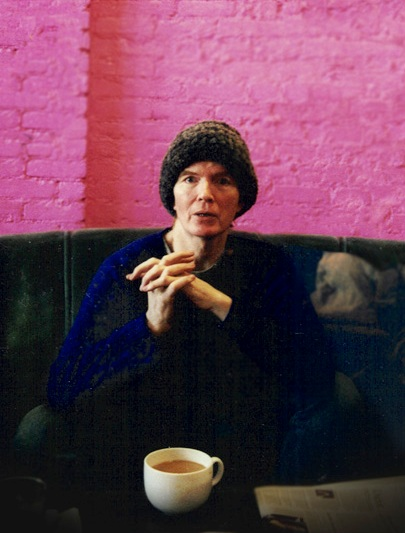
Кэрролл в Нью-Йорке, 2005 год.

- The Petting Zoo (роман; 2010)

## Дискография

### Альбомы
- Catholic Boy (1980)
- Live Dreams (1981)
- Dry Dreams (1982)
- I Write Your Name (1983)
- A World Without Gravity: Best of The Jim Carroll Band (1993)
- Pools of Mercury (1998)
- Runaway EP (2000)

### Сотрудничество
- Live at Max’s Kansas City, The Velvet Underground (1972)
- Club Ninja, Blue Öyster Cult (1985)
- Mistrial, Лу Рид (1986)
- Other Roads, Боз Скаггс (1988)
- Between Thought and Expression: The Lou Reed Anthology, Лу Рид (1992)
- …And Out Come the Wolves, Rancid (1995)
- Catholic Boy, Pearl Jam (1995)
- Feeling You Up, Truly (1997)
- Yes I Ram, Jon Tiven Group (1999)

### Сборники и саундтреки
- The Dial-A-Poem Poets (1972)
- Disconnected (1974)
- The Nova Convention (1979)
- One World Poetry (1981)
- Better an Old Demon than a New God (1984)
- Саундтрек к фильму «Стенка на стенку» (1985)
- Release #8 — 1993 (1993)
- Back to the Streets: Celebrating the Music of Don Covay (1993)
- Sedated in the Eighties (1993)
- New Wave Dance Hits: Just Can’t Get Enough, Vol. 6 (1994)
- The Basketball Diaries (soundtrack) (1995)
- Put Your Tongue to the Rail: The Philly Comp for Catholic Children (Songs of the Jim Carroll Band) (1999)
- WBCN Naked 2000 (1999)
- Dawn of the Dead (2004)
- The Darwin Awards (2005)